# Pastime with Good Company

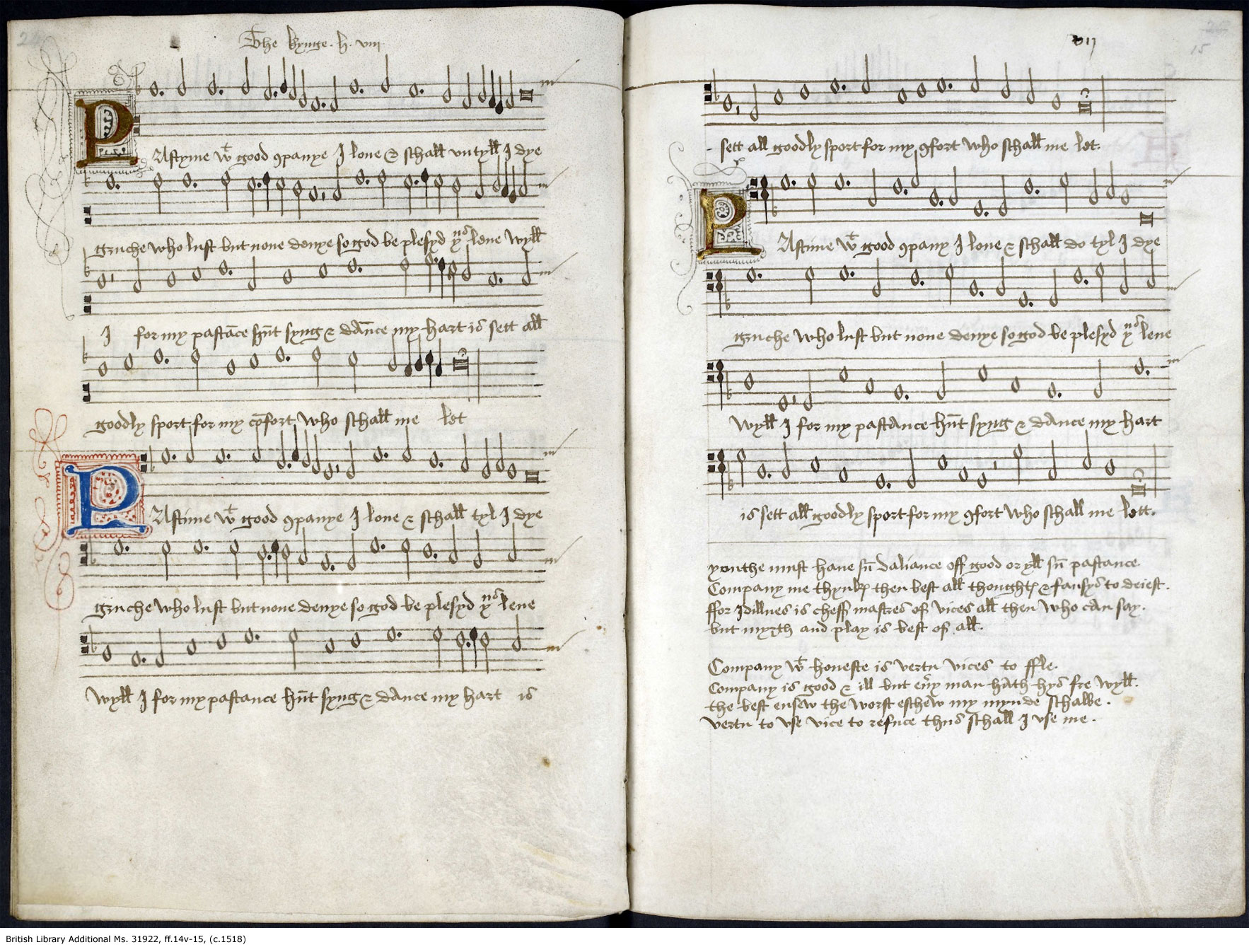
Partitura original de "Pastime with Good Company" (c. 1513), en la Biblioteca Británica, Londres.

"Pastime with Good Company", también conocida como "The King's Ballad" ("The Kynges Balade"), es una canción popular inglesa escrita por el rey Enrique VIII en los primeros años del siglo XVI, poco después de ser coronado. Es considerada la más famosa de sus composiciones y se convirtió en una canción popular en Inglaterra y otros países europeos durante el Renacimiento. Se cree que fue escrita para Catalina de Aragón.

## Historia

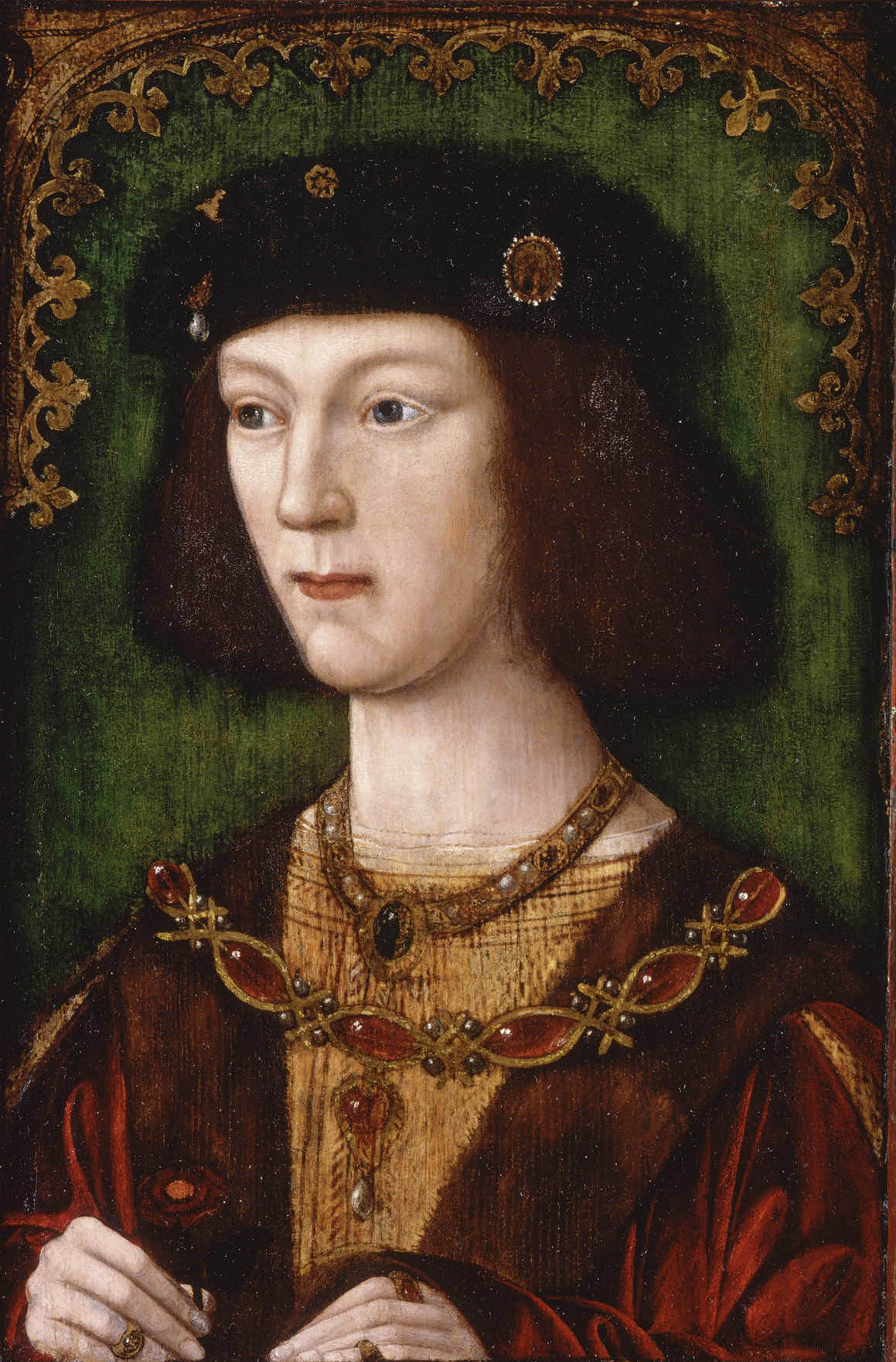
Enrique VIII con 18 años, tras su coronación en 1509, época en que compuso "Pastime with Good Company".

Los primeros años del reinado de Enrique VIII fueron marcados por un carácter distintivo de la exuberancia y la extravagancia de la corte inglesa, hecha posible por la estabilidad política del reino y la riqueza de las finanzas estatales. Banquetes y fiestas reales se celebraban continuamente así como deportes y pasatiempos al aire libre como caza, cetrería y justa, y torneos de tiro con arco. El joven rey era él mismo un deportista cualificado, sobresaliendo en equitación, tiro con arco, lucha y tenis real. 
Al igual que todos los hombres de noble cuna en la época del Renacimiento, se esperaba que Enrique VIII dominase muchas habilidades, incluyendo la esgrima, la caza, la danza, la escritura de poesía, el canto, la interpretación de instrumentos y la composición musical, y fue educado para ello. Enrique era considerado un talentoso compositor y poeta por sus contemporáneos.
Se supone que la canción fue interpretada en la corte, junto con todas las otras composiciones del rey. Sin embargo, debido a su sencilla y pegadiza melodía, se convirtió en una canción popular y al poco tiempo se interpretaba frecuentemente en mercados, tabernas y eventos ingleses. También se cree que fue una de las piezas musicales favoritas de la reina Isabel I.
La canción es mencionada en varios documentos y publicaciones contemporáneas, lo que demuestra su popularidad, y fue objeto de un gran número de variantes y rearreglos instrumentales por diversos músicos en los años siguientes. En la obra de 1548 The Complaynt of Scotland, el autor anónimo menciona "Passetyme with gude companye" como uno de los canciones populares del Reino de Escocia, a principios del siglo XVI.
La versión más antigua conocida forma parte del El manuscrito de Enrique VIII (c 1513.), una colección de 14 obras de su autoría, que actualmente se conservan en la British Library (BM Addl MSS 31.922; .. Addl MSS. . 5.665; MSS reg Apéndice 58), que están firmados: By the King's Hand ("Por la Mano del Rey"). El manuscrito también incluye dos misas, un motete, un himno, así como otras canciones y baladas, tanto vocales como instrumentales.

## Tema
La canción presenta un elogio general a todos estos espectáculos y entretenimientos, describiendo el estado de ánimo general de ocio y despreocupación que reinaba en la corte real en la época. Al mismo tiempo, el texto proporciona una justificación moral para toda esta alegría: la compañía es preferible a la ociosidad, ya que esto puede dar lugar a vicios.

### Letra
| Texto original en inglés medio | Texto en inglés moderno | Traducción en español |
| --- | --- | --- |
| Passetyme with gude companye, I love, and shall until I dye. Gruch who wyll, but none deny, So God be pleeyd, thus lyfe wyll I. For my pastaunce: Hunt, syng, and daunce, My hert ys sett! All gudely sport, Fore my comfort, Who shall me lett? Youth wyll have nedes dalyaunce, Of gude or yll some pastaunce, Companye me thynketh them best, All thouts and fansyes to dygest. For ydleness, Ys chef mastres Of vyces all: Than who can say, But myrth and play Ys best of all? Companye with honeste, Ys vertu, vyce to flee. Companye ys gude or yll, But ev'ry man hath hys frewylle. The best ensyue, The worst eschew, My mynd shall be: Vertue to use, Vyce to refuse, Thus shall use me! | Pastime with good company I love, and shall until I die. Grudge who likes, but none deny, So God be pleased, thus live will I. For my pastance, hunt, sing, and dance, my heart is set All goodly sport, for my comfort, who shall me let? Youth must have some dalliance, of good or ill some pastance. Company methinks then best, all thoughts and fancies to digest. For idleness, is chief mistress of vices all. Then who can say but mirth and play is best of all? Company with honesty, is virtue, vices to flee. Company is good and ill, but every man has his free will. The best ensue, the worst eschew, my mind shall be virtue to use, vice to refuse, thus shall I use me. | Pasar el tiempo en buena compañía lo quiero y lo haré hasta que muera. Que me envidie quien quiera, pero nadie niegue. Si a Dios le place, así viviré yo. Para mi diversión canto, cazo y bailo. Mi corazón está dispuesto. Todas placenteras diversiones para mi bienestar, ¿quién lo impedirá? La juventud debe ir unida a pasatiempos buenos y malos. En compañía parece mejor para superar malos pensamientos y fantasías. Pues la ociosidad es la madre de todos los vicios. Entonces, ¿quién puede decir que la alegría y el juego no son lo mejor de todo? Una honesta compañía es virtud que el vicio aleja. La compañía es buena y mala pero todo hombre tiene libre albedrío. Sigue el bien, evita el mal. Mi mente me dicta: Practicar la virtud, rechazar el vicio. A eso me aplicaré. |

## Música
Partitura basada en el manuscrito British Library MS 31922, con la adición de compases, ligaduras e indicación de compás. (Pulse en la partitura para descargarla o más abajo en el reproductor para escuchar el archivo MIDI.)

## En la cultura popular
Esta obra ha servido de inspiración a artistas musicales de diversos géneros para crear sus propias versiones. Tanto las adaptaciones como las interpretaciones de la pieza original han sido incluidas en bandas sonoras de películas, programas de televisión, etc.

### Adaptaciones
Al ser una pieza favorita del repertorio coral ha sido grabada en versiones para laúd, flauta, trombón y percusión, entre otros instrumentos.
- 1973 – "Pastime With Good Company", versión instrumental incluida en el primer álbum Gryphon del grupo británico de rock progresivo Gryphon.
- 1979 – "King Henry's Madrigal", tema instrumental incluido la versión remasterizada del disco Stormwatch de la banda británica de folk rock Jethro Tull.
- 1999 – "Past Time with Good Company", canción del segundo álbum Under a Violet Moon de la banda inglesa de folk rock de inspiración renacentista Blackmore's Night.

### Inclusión en bandas sonoras
Debido a su melodía de principios del Renacimiento, también fue incluida en diferentes películas y documentales basados en la figura de Enrique VIII y del período Tudor.

## Discografía selecta
- 1999 – Viva l’amore. Bassano. Flanders Recorder Quartet y Capilla Flamenca (OPS 30-239). Contiene una grabación de Pastime with good company.
- 2004 – Pastyme With Good Companye. Music at the Court of Henry VIII, Ensemble Dreiklang Berlin (CHAN 0709).